# Pow Pow

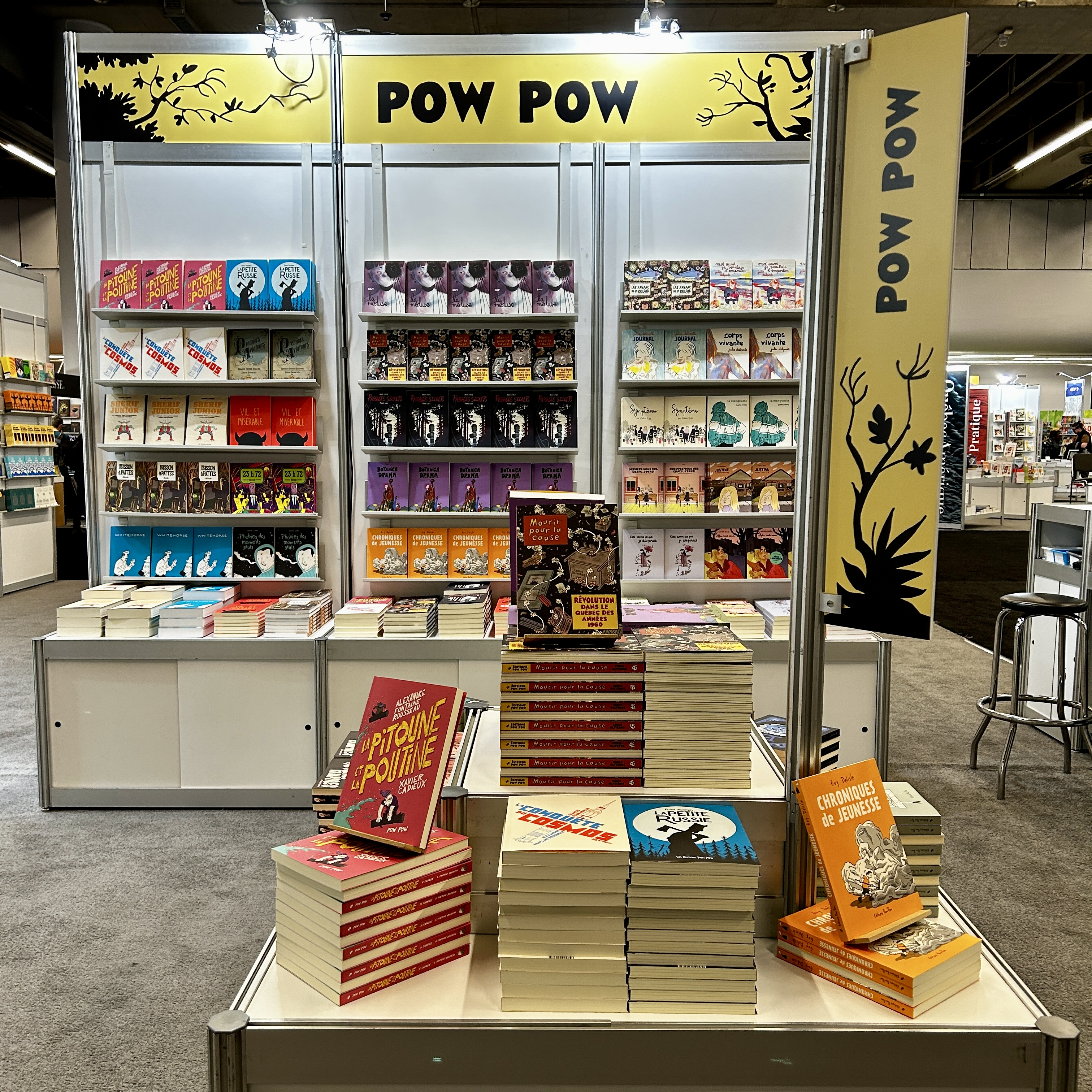
Kiosque de Pow Pow au Salon du livre de Montréal en 2023

Pow Pow est une maison d'édition québécoise spécialisée en bande dessinée. Elle a été fondée à Montréal en 2010 par Luc Bossé, lui-même auteur de bande dessinée. Elle publie entre six et huit titres par année et propose des ouvrages en français et en anglais. Les livres de Pow Pow sont distribués au Canada, en Europe francophone et aux États-Unis.

## Historique
Après plusieurs années à travailler en tant que graphiste et directeur artistique, Luc Bossé fonde Pow Pow en 2010. Il a pour objectif à ce moment de publier ses propres créations et celles de ses amis bédéistes. Pour choisir le nom Pow Pow, Luc Bossé s’est inspiré d’un fanzine qu’il a créé en 2009, Ninja Pow Pow : « J’aimais la sonorité et la simplicité du nom. Facile à retenir. » Les deux premiers livres publiés par la maison d’édition sont Apnée de Zviane et Yves, le roi de la cruise de Luc Bossé et Alexandre Simard.
En janvier 2015, Luc Bossé signe un accord avec l’éditeur français L’Association, ce qui permet à Pow Pow de publier au Québec certains albums à succès de Lewis Trondheim et de Guy Delisle.
Toujours en 2015, grâce à une campagne de sociofinancement, la division anglophone Pow Pow Press voit le jour. Ce volet de la maison d’édition se donne pour mission de traduire et d’exporter les titres du catalogue. Les premiers titres publiés en anglais sont For as Long as It Rains, Vile and Miserable, Mile End et Vampire Cousins, tous parus en mai 2015. C’est au Literary Press Group of Canada et à Lunar Distribution (depuis août 2023) que revient la distribution des livres de cette branche au Canada anglais et aux États-Unis.
Depuis novembre 2016, les titres du catalogue Pow Pow sont aussi disponibles en France, en Belgique et en Suisse. La distribution en Europe est assurée par Belles Lettres Diffusion Distribution.

## Ligne éditoriale
Dès la fondation de Pow Pow en 2010, Luc Bossé affirme ne s’être jamais arrêté à définir une ligne éditoriale précise : « Je crois que ce sont les livres publiés qui forgent la ligne éditoriale […] je préfère ne pas me limiter à un cadre pré-défini. » Pow Pow publie des autrices et des auteurs qui explorent de nombreux registres : intimiste, biographique, science-fictionelle, humoristique, documentaire, expérimentale, etc. Si, au départ, sa mission était d’éditer de la bande dessinée québécoise francophone, l’éditeur a choisi en cours de route d’élargir son créneau. En effet, Pow Pow publie maintenant des créatrices et des créateurs étrangers. La diversité du catalogue n'empêche pas une certaine unité graphique entre les titres, repérable « non pas [par] le style de dessin, mais grâce à un format quasiment toujours identique (du moins au début), une pagination assez longue, et un choix de maquette fort, s’appuyant sur l’aspect brut du carton de couverture ».

## Autrices et auteurs publiés
- Sophie Bédard
- Luc Bossé
- Pierre Bouchard
- Blonk
- Boum
- Antonin Buisson
- Xavier Cadieux
- Samuel Cantin
- Catherin
- Cathon
- Guy Delisle
- Julie Delporte
- Francis Desharnais
- Brigitte Findakly
- Meags Fitzgerald
- Alexandre Fontaine Rousseau
- Pascal Girard
- Al Gofa
- Michel Hellman
- Iris
- Geneviève Lebleu
- Axelle Lenoir
- Mirion Malle
- Éloïse Marseille
- Joana Mosi
- Catherine Ocelot
- Chris Oliveros
- Alexandre Simard
- Richard Suicide
- Thom
- Lewis Trondheim
- François Vigneault
- Zviane

## Prix et distinctions
- Passages secrets : trompe-l'oeil d'Axelle Lenoir : Prix BD 2024 du Salon du livre de Trois-Rivières et Bédéis Causa 2024 - Grand prix Québec BD
- La méduse de Boum : Prix BD 2023 du Salon du livre de Trois-Rivières, Prix de la critique ACBD de la bande dessinée québécoise 2023 et Bédéis Causa 2023 - Grand prix Québec BD
- Symptômes de Catherine Ocelot : Prix BD des collégiens 2023
- Football-Fantaisie de Zviane : Prix Bédélys Québec 2022 et Prix de la critique ACBC de la bande dessinée québécoise 2022
- La conquête du cosmos d'Alexandre Fontaine Rousseau et Francis Desharnais : Prix BDGest'Arts 2021 - Meilleur comics
- Lonely Boys de Sophie Bédard : Prix Doug-Wright pour le meilleur livre 2021
- Les petits garçons de Sophie Bédard : Prix Bédélys Québec 2019
- La petite Russie de Francis Desharnais : Prix BD des collégiens 2019, Prix Une ville, un livre 2020 - Québec, ville de littérature UNESCO, Prix BD 2019 du Salon du livre de Trois-Rivières, Bédéis Causa 2019 - Grand prix de la ville de Québec, Prix de la critique ACBD de la bande dessinée québécoise 2019 et Prix des libraires du Québec 2019 - Bande dessinée Québec
- VII de Thom : Bédéis Causa 2018 - Prix Réal-Fillion
- Nunavik de Michel Hellman : Prix Bédélys Québec 2017
- Whitehorse, première partie de Samuel Cantin : Prix Marc-Olivier Lavertu 2016 et Prix Bédélys Québec 2016
- Je vois des antennes partout de Julie Delporte : Prix des lecteurs CBC 2015 - Meilleur roman graphique et Prix Expozine 2015 - Bande dessinée francophone
- 23 h 72 de Blonk : Bédéis Causa 2015 - Prix Réal-Fillion
- Les cousines vampires de Cathon et Alexandre Fontaine Rousseau : Prix Marc-Olivier Lavertu 2015
- Chroniques du Centre-Sud de Richard Suicide : Prix Expozine 2014 - Bande dessinée francophone, Prix Marc-Olivier Lavertu 2014, Prix Bédélys Québec 2015 et Prix de l’Académie de la vie littéraire 2015
- Les deuxièmes de Zviane : Prix Joe-Shuster 2014 - Meilleure auteure et Bédéis Causa 2013 - Grand prix de la ville de Québec
- Apnée de Zviane : Bédéis Causa 2010 - Grand prix de la ville de Québec